# Le roi danse
Le roi danse è un film del 2000 diretto da Gérard Corbiau.
Il film è basato sulla biografia di Jean-Baptiste Lully scritta da Philippe Beaussant nel 1992 dal titolo Lully ou le musicien du soleil.
Ambientato nella Francia del XVII secolo, il film illustra la salita al potere di Luigi XIV di Francia, il Re Sole, vista attraverso gli occhi del compositore di corte Lully. L'ascesa del sovrano e la sua crescente influenza a corte sono contornate dall'elaborata presenza delle danze e delle musiche che furono lo scenario del periodo di massima gloria del Regno di Francia.